# Bedworth United F.C.
Câu lạc bộ bóng đá Bedworth United là một câu lạc bộ bóng đá có trụ sở ở Bedworth, Warwickshire, Anh. Đội hiện là thành viên của  và thi đấu trên sân The Oval.

## Lịch sử
Câu lạc bộ đầu tiên mà Bedworth United hiện đại theo dõi dòng dõi của nó là Bedworth Town, được thành lập vào năm 1895. Năm 1898, đội là thành viên sáng lập của Nuneaton & District League, nhưng đã giải thể vào năm 1900. Cái tên Bedworth Town được phục sinh vào năm 1905 khi Bedworth Evening Trường Liên hợp Coventry & North Warwickshire League đã đổi tên. Tuy nhiên, đội đã giải thể vào đầu những năm 1920. Tên này đã được khôi phục để sử dụng lại vào năm 1925 khi Collycroft United (thành lập năm 1916 và cũng là thành viên của Coventry & North Warwickshire League, được đổi tên. Năm 1936, đội gia nhập Central Amateur League, nhưng chỉ chơi ở giải này một mùa giải.
Sau Thế chiến thứ hai, một câu lạc bộ Bedworth Town mới được thành lập vào năm 1947. Đội tham gia Birmingham Combination, về thứ ba trong mùa giải đầu tiên, trước khi giành được các danh hiệu liên tiếp vào các mùa giải 1948-49 và 1949-50. Năm 1954, câu lạc bộ chuyển đến Northern Division của Birmingham & District League, và được xếp vào Division One vào mùa giải tiếp theo sau khi tổ chức lại giải đấu. Năm 1962, giải đấu được đổi tên thành West Midlands (Regional) League. Sau nhiều mùa giải chật vật ở giải đấu, xếp cuối bảng vào mùa giải 1959-60 và sau đó kết thúc ở vị trí cuối bảng trong mỗi mùa giải từ 1962-63 và 1967-68, câu lạc bộ giải thể vào năm 1968. Tuy nhiên, một câu lạc bộ thay thế đã được thành lập dưới tên Bedworth United, tiếp quản từ Town ở West Midlands (Regional) League.
Năm 1972, Bedworth chuyển đến Division One North của Southern League, ở lại cho đến khi tái cấu trúc giải đấu vào năm 1979, đội được xếp vào Midland Division. Kết thúc ở vị trí thứ sáu vào năm 1981-82 là đủ để giành được một vị trí trong hạng đấu Premier Division mới vào năm 1982. Mùa giải 1988-89 đội đứng cuối bảng và bị xuống hạng đến Division One Midlands, trở thành Western Division năm 1999. Trong năm 2006, đội được chuyển đến Division One Midlands, trở thành Division One Central vào năm 2010.
Kết thúc ở vị trí thứ ba trong năm 2011-12 giúp Bedworth đủ điều kiện tham dự trận play-off thăng hạng. Sau khi đánh bại Uxbridge 2-1 ở trận bán kết, họ đã đánh bại Beaconsfield SYCOB 3-1 trong trận chung kết để giành quyền thăng hạng lên Premier Division. Tuy nhiên, mùa giải tiếp theo chứng kiến đội kết thúc ở vị trí thứ hai của bảng, dẫn đến phải xuống hạng, lần này là Division One South của Northern Premier League. Họ được chuyển trở lại Division One Central của Southern League vào năm 2014, và đủ điều kiện tham dự vòng play-off một lần nữa vào năm 2014-15 sau khi xếp thứ tư. Chiến thắng 2-1 trước Aylesbury trong trận bán kết và sau đó là chiến thắng 2-0 trước Barton Rovers trong trận chung kết đã giúp đội bóng thăng hạng trở lại Premier Division của Southern League. Tuy nhiên, mùa giải tiếp theo lại chứng kiến đội xuống hạng, một lần nữa xuống Division One South của Northern Premier League.
Bedworth về thứ tư tại Division One South mùa giải 2017-18, đủ điều kiện tham dự vòng play-off. Sau khi đánh bại Chasetown 2-1 ở bán kết, đội đã đánh bại Stamford 2-1 sau hiệp phụ trong trận chung kết để giành quyền thăng hạng lên Southern League Premier South Division.

## Sân vận động
Từ năm 1911 đến năm 1939, câu lạc bộ chơi tại British Queen Ground, sau đó đội chuyển đến The Oval trên đường Coventry Road. Sân có sức chứa 3.000 khán giả, trong đó có 300 chỗ ngồi và có mái che.

## Cầu thủ

### Đội hình hiện tại
Tính đến 17 tháng 9 năm 2020 
Ghi chú: Quốc kỳ chỉ đội tuyển quốc gia được xác định rõ trong điều lệ tư cách FIFA. Các cầu thủ có thể giữ hơn một quốc tịch ngoài FIFA.
| Số | VT                 | Quốc gia            | Cầu thủ |
| -- | ------------------ | ------------------- | ------- |
| TM | Anh                | Dan Crane           |         |
| HV | Anh                | Kyle Barnett        |         |
| HV | Anh                | Ricardo Dudley      |         |
| HV | Antigua và Barbuda | Blaize Punter       |         |
| HV | New Zealand        | Luke Rowe (captain) |         |
| HV | Anh                | Josh Steel          |         |
| HV | Bắc Ireland        | Cal Templeton       |         |
| HV | Anh                | Sam Walton          |         |
| TV | Anh                | Reece Blackmore     |         |

| Số | VT                 | Quốc gia       | Cầu thủ |
| -- | ------------------ | -------------- | ------- |
| TV | Wales              | Richard Blythe |         |
| TV | Anh                | Ishmael Dawson |         |
| TV | Anh                | Lynus King     |         |
| TV | Anh                | Olly Mulders   |         |
| TV | Anh                | Elliot Parrott |         |
| TV | Anh                | Liam Truslove  |         |
| TĐ | Antigua và Barbuda | Jorrin John    |         |
| TĐ | Anh                | Luke Keen      |         |
| TĐ | Anh                | Mitch Piggon   |         |

Southern Football League không sử dụng hệ thống đánh số đội hình.

## Ban quản lý và huấn luyện

### Nhân viên hiện tại
Tính đến 18 tháng 8 năm 2020 
| Position                | Tên             |
| ----------------------- | --------------- |
| Huấn luyện viên         | Stuart Storer   |
| Trợ lý huấn luyện viên  | Mark Albrighton |
| Trợ lý huấn luyện viên  | Andy Penny      |
| Huấn luyện viên đội một | Jamie Lenton    |
| Nhà vật lí trị liệu     | Sarah Lissaman  |

## Danh hiệu
- Birmingham Combination
  - Vô địch 1948-49, 1949-50
- Birmingham Senior Cup
  - Vô địch 1978-79, 1980-81, 1981-82
- Midland Floodlit Cup
  - Vô địch 1981-82, 1992-93[5]

## Kỉ lục
- Thành tích tốt nhất tại Cúp FA: Vòng loại thứ tư, 1951-52, 1952-53, 1989-90, 1996-97, 2009-10[2][3]
- Thành tích tốt nhất tại FA Trophy: Vòng Hai, 1980-81, 1998-99, 1999-2000, 2001-02, 2004-05[2][3]
- Kỉ lục số khán giả: 5.147 với Nuneaton Borough, Southern League Midland Division, 23 tháng 2 năm 1982[5]
- Cầu thủ ra sân nhiều nhất: Peter Spacey (1949-1969)[5]
- Cầu thủ ghi nhiều bàn thắng nhất: Peter Spacey[5]
- Kỉ lục phí chuyển nhượng nhận được: 30.000 bảng Anh từ Plymouth Argyle cho Richard Landon, 1994[5]
- Kỉ lục phí chuyển nhượng phải trả: 1.750 bảng Anh đến Hinckley Town cho Colin Taylor, 1991-92[5]